# Vasıf Arzumanov
Vasıf Arzumanov (azer. Vasif Arzumanov; ur. 6 sierpnia 1988, znany także jako Vasıf Arzimanov) – turecki zapaśnik azerskiego pochodzenia walczący w stylu klasycznym. Brązowy medalista mistrzostw świata w 2010 i akademickich MŚ w 2014. Dwunasty w Pucharze Świata w 2011 i 2012. Mistrz śródziemnomorski w 2010.
Trzeci na ME kadetów w 2005 roku.